# Rottsberg
Der Rottsberg, auch Rotzberg genannt, bei Moritzberg im niedersächsischen Landkreis Hildesheim ist die etwa 200 bis 220 m ü. NHN hohe Nordnordostflanke des 242,5 m hohen Lerchenbergs der zum Innerstebergland gehörenden Giesener Berge.

## Geographie

### Lage
Der Rottsberg liegt im Südteil der Giesener Berge, die sich nördlich an den bis 358,9 m hohen Hildesheimer Wald anschließen und von dort aus nach Norden streben. Er befindet sich südwestlich von Moritzberg, einem Ortsteil der Stadt Hildesheim, und fällt sanft dorthin ab. Nach Norden leitet die Landschaft zum Gallberg (156 m) über.

### Naturräumliche Zuordnung
Der Rottsberg gehört in der naturräumlichen Haupteinheitengruppe Weser-Leine-Bergland (Nr. 37), in der Haupteinheit Innerstebergland (379) und in der Untereinheit Hildesheimer Bergland (379.0) zum Naturraum Giesener Berge (379.00).

## Schutzgebiete
Auf dem oberen Teil des Rottsberghangs liegen kleine Bereiche vom Südteil des Naturschutzgebiets Finkenberg/Lerchenberg (CDDA-Nr. 329374; 2004 ausgewiesen; 2,57 km² groß), kleine Teile des Fauna-Flora-Habitat-Gebiets Haseder Busch, Giesener Berge, Gallberg, Finkenberg (FFH-Nr. 3825-301; 7,42 km²) und solche des Vogelschutzgebiets Hildesheimer Wald (VSG-Nr. 3825-401; 12,47 km²). Auf seinem Hauptteil befinden sich Teile des Landschaftsschutzgebiets Rottsberghang (CDDA-Nr. 323996; 1992; 1,29 km²).

## Einrichtungen
Auf dem Osthang des Rottsbergs steht die Zwölf-Apostel-Kirche. In einem ehemaligen Ausflugslokal befand sich von 1976 bis 1985 die Diskothek Bebop. Nach der Erhebung benannt sind der Campingplatz Vorwerk im Rottsberg, die Jugendherberge Am Rottsberg und der vom auf seinem Osthang verlaufenden Panoramaweg nach Westen abzweigende und von dort an aufwärts führende Fahrweg Rottsberg. Zudem befindet sich am südlichen Ende der Straße Klusburg mit dem Hochbehälter Rottsberg  eine zentrale Einrichtung der Hildesheimer Wasserversorgung.

## Verkehr und Wandern
Von Moritzberg kommend führt in Richtung Südwesten die Triftstraße zum Rottsberg. Zum Beispiel an dieser Straße beginnend kann man auf dem Rundwanderweg Route 2 und in höheren Lagen auf Waldwegen und -pfaden durch seine Landschaft und weiter zum Lerchenberg wandern.